# Parrachos de Maracajaú

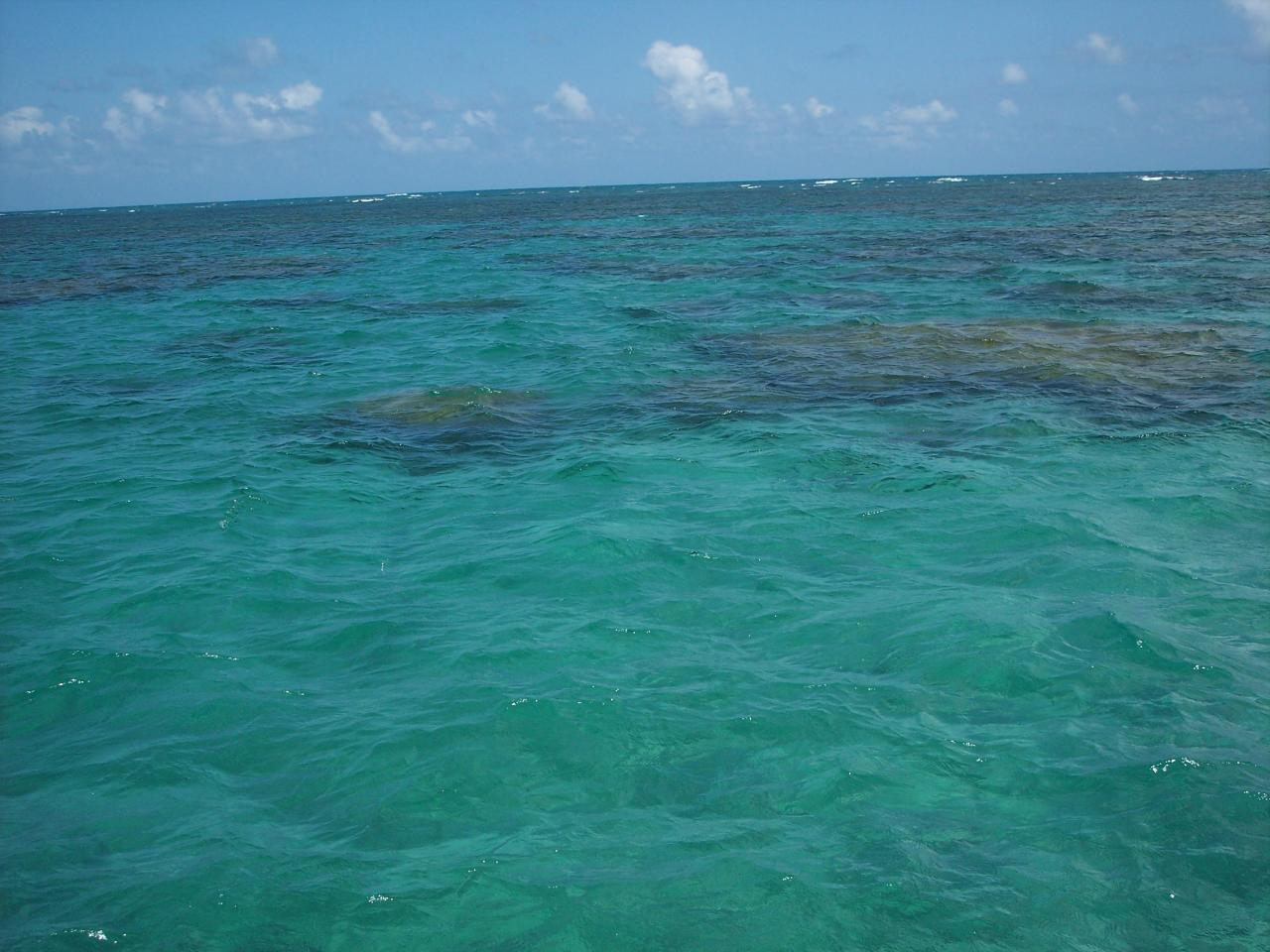
Água do mar nos Parrachos de Maracajaú.

Os Parrachos de Maracajaú estão inseridos na Área de Proteção Ambiental dos Recifes de Corais, estando localizado no município de Maxaranguape, há 60 quilômetros de Natal no estado brasileiro do Rio Grande do Norte. São barreiras de coral a sete quilômetros da praia de Maracajaú que formam piscinas naturais onde o mar é o mais cristalino e adequado ao mergulho. Ocupam uma área de 13 quilômetros, excelente para mergulhos de snorkel nos corais submersos que, na maré baixa, afloram à superficie.